# Pseudomonacanthus macrurus
Pseudomonacanthus macrurus är en fiskart som först beskrevs av Pieter Bleeker 1857.  Pseudomonacanthus macrurus ingår i släktet Pseudomonacanthus och familjen filfiskar. Inga underarter finns listade i Catalogue of Life.